# Лептис-Минор
Лептис-Минор (также Лептис-Парва; не следует путать с Лептис-Магной) — древний город, основанный финикийскими колонистами на восточном побережье Туниса в первой половине I тысячелетия до н. э.

## История
После разрушения в VI в. до н. э. вавилонским царём Навуходоносором II города Тира обрели независимость его колонии в Западном Средиземноморье, в частности, Карфаген. Он начал агрессивную политику в отношении других бывших колоний, добиваясь признания своего военно-политического превосходства. Вскоре, под его контроль перешли Утика, Лептис-Магна, Лептис-Минор и некоторые другие города; все они, кроме Утики, были вынуждены срыть укрепления, а их жители были лишены полноценных гражданских прав.
В римскую эпоху Лептиминус (латинизированное название города) процветал за счёт морской торговли, экспортируя оливковое масло и глиняную посуду. Также, город использовался Юлием Цезарем в качестве опорной точки перед битвой при Тапсе в 46 г. до н. э.